# Siyani Chambers
Siyani Chambers (* 14. Dezember 1993 in Golden Valley) ist ein US-amerikanischer Basketballspieler.

## Biographie
Chambers gewann mit der Basketballmannschaft der Hopkins High School 2010 und 2011 die Staatsmeisterschaft von Minnesota. Im Jahre 2012 war er der Kapitän der Mannschaft und wurde ins All-Star-Team von Minnesotas berufen sowie zum Mr. Basketball des Jahres im Bundesstaat Minnesota ernannt.
Ab 2012 war Chambers Teil der Harvard Crimson, der College-Basketball-Ivy-League-Mannschaft der Harvard University. In seiner Premierensaison wurde er als „Rookie of the Year“ der Liga ausgezeichnet. Im Sommer 2015 zog er sich einen Kreuzbandriss zu und verpasste deshalb die Saison 2015/16. Nach vier Spielzeiten (2012/13, 2013/14, 2014/15, 2016/17), in denen er teils als Mannschaftskapitän fungiert hatte, wurde er im NBA-Draft 2017 nicht berücksichtigt. Insgesamt bestritt er 119 Spiele für Harvard, in denen er 117 Mal in der Anfangsaufstellung stand und im Durchschnitt 10,8 Punkte und 5,1 Korbvorlagen erzielte.
Ab Herbst 2017 stand Chambers im Kader des österreichischen Bundesligisten Raiffeisen Flyers Wels. Dort war er im Verlauf des Spieljahres 2017/18 mit durchschnittlich 14,9 Punkten pro Spiel zweitbester Korbschütze seiner Mannschaft und mit 5,3 Korbvorlagen je Begegnung in dieser Kategorie führend. Im August 2018 wechselte er zu den Gießen 46ers in die deutsche Basketball-Bundesliga. In Gießen blieb der Amerikaner Ergänzungsspieler (29 Bundesligaeinsätze: 3,7 Punkte/Spiel; 2,8 Vorlagen/Spiel), in der Sommerpause 2019 wechselte er zum niederländischen Erstligisten Den Bosch (22 Dutch-Basketball-League-Einsätze: 8,6 Punkte/Spiel; 5,8 Vorlagen/Spiel; 2,4 Rebounds/Spiel).
Es folgten Vereinszugehörigkeiten in Bulgarien und Schweden, im Sommer 2022 ging er zu Egis Körmend nach Ungarn. 2023 wechselte Chambers innerhalb des Landes zu Alba Fehérvár.
Im Juni 2024 gab der französische Zweitligist ADA Blois die Verpflichtung des US-Amerikaners bekannt. In Blois war er in der Saison 2024/25 mit 13,4 Punkten je Begegnung der zweitbeste Korbschütze. Mit einem Mittelwert von 5,8 Vorlagen pro Spiel stand Chambers ligaweit auf dem dritten Rang. Im Sommer 2025 schloss er sich dem französische Zweitligisten Caen Basket Calvados an.